# Илирийски език (южнославянски)
Илирийски език е общо наименование на южнославянските езици от преди възникването на славистиката и кирилометодиевистиката и най-вече по османско време. 
В началната епоха от развоя на славянската филология все още няма общоприето гледище по въпроса за етническата или народностната основа на езика на Кирил и Методий. Практически, до излизането на Додатък към Санктпетербургските сравнителни речници на всички езици и наречия, с особен оглед към български език в тогавашната славистична наука още няма общоприето гледище по въпроса дали българският е отделен език или е южнославянско наречие. 
Йозеф Добровски подразделя различните южнославянски говори на:
1. български
2. сръбски
3. босненски
4. словенски
5. далматински, под който по всяка вероятност има предвид хърватски чакавски
6. дубровнишки, който днес е по-известен като дубровнишки говор [3]

Йозеф Добровски през 1792 г. дори критикува Август Шльоцер, че отделя българския от славяносръбския. 